# Glenn Morris
Glenn Edward Morris (18. června 1912, Simla – 31. ledna 1974 Palo Alto) byl americký atlet, olympijský vítěz v desetiboji.

## Sportovní kariéra
Desetiboji se věnoval pouze jednu sezónu – v roce 1936. Při svém prvním startu zlepšil rekord USA, při druhém vylepšil světový rekord na 7880 bodů. Třetí a poslední start v desetiboji absolvoval při berlínské olympiádě v roce 1936, kdy zlepšil svůj vlastní světový rekord na 7900 bodů. Po olympiádě skončil s atletikou. V roce 1938 byl obsazený do role Tarzana ve stejnojmenném filmu, byla to jeho jediná filmová role. Během druhé světové války sloužil u námořnictva, po roce 1945 nemohl najít práci kvůli začínající duševní nemoci, zemřel v nemocnici pro válečné veterány.